# Hypocolius ampelinus

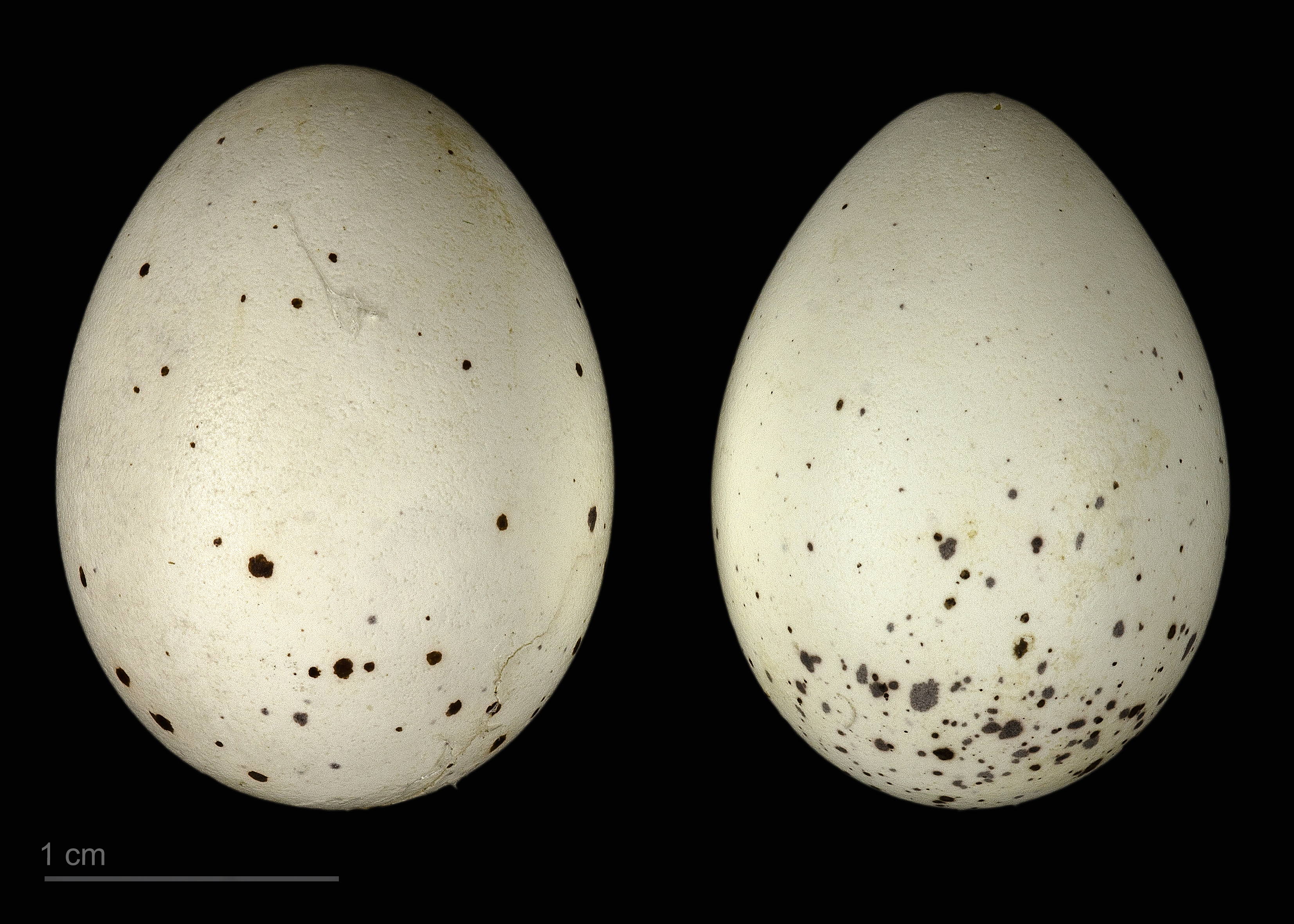
Hypocolius ampelinus - (MHNT)

Hypocolius ampelinus é uma espécie de ave passeriformes pertencentes à subordem Passeri.